# Gobiaty
Gobiaty [pronunciación en polaco: /ɡɔˈbjatɨ/] es un pueblo en el distrito administrativo de Gmina Gródek, dentro del Distrito de Białystok, Voivodato de Podlaquia, en el noreste de Polonia, cercano a la frontera con Bielorrusia. Se encuentra aproximadamente 16 kilómetros al este de Gródek y 48 kilómetros al este de la capital regional, Białystok.